# خط طول 41° غرب
خط طول 41° غرب هو أحد خطوط الطول الجغرافية، والتي تمتد من القطب الشمالي الجغرافي إلى القطب الجنوبي الجغرافي، وحسب التحويل الزمني يتأخر خط طول 41° غرب عن خط غرينتش بساعتين و44 دقيقة.

## من القطب إلى القطب
ينطلق خط طول 41° غرب من القطب الشمالي نحو القطب الجنوبي مرورا بالمناطق التي ترد في الجدول التالي:
| الإحداثيات                         | البلد أو الإقليم أو البحر | ملاحظات |
| ---------------------------------- | ------------------------- | --- |
| 90°0′N 41°0′W / 90.000°N 41.000°W  | المحيط المتجمد الشمالي    | |
| 83°40′N 41°0′W / 83.667°N 41.000°W | بحر لنكولن                | |
| 83°10′N 41°0′W / 83.167°N 41.000°W | جرينلاند                  | |
| 82°46′N 41°0′W / 82.767°N 41.000°W | J.P. Koch Fjord           | |
| 82°39′N 41°0′W / 82.650°N 41.000°W | جرينلاند                  | |
| 63°21′N 41°0′W / 63.350°N 41.000°W | المحيط الأطلسي            | |
| 2°53′S 41°0′W / 2.883°S 41.000°W   | البرازيل                  | سيارا بياوي — from 5°21′S 41°0′W / 5.350°S 41.000°W بيرنامبوكو — from 8°24′S 41°0′W / 8.400°S 41.000°W باهيا — from 8°46′S 41°0′W / 8.767°S 41.000°W ميناس جرايس — from 15°42′S 41°0′W / 15.700°S 41.000°W إسبيريتو سانتو (البرازيل) — from 18°9′S 41°0′W / 18.150°S 41.000°W Minas Gerais — for about 18 km from 18°40′S 41°0′W / 18.667°S 41.000°W Espírito Santo — from 18°49′S 41°0′W / 18.817°S 41.000°W Minas Gerais — from 19°5′S 41°0′W / 19.083°S 41.000°W Espírito Santo — from 19°30′S 41°0′W / 19.500°S 41.000°W ريو دي جانيرو (ولاية) — from 21°16′S 41°0′W / 21.267°S 41.000°W |
| 21°24′S 41°0′W / 21.400°S 41.000°W | المحيط الأطلسي            | Passing close to the coast of البرازيل, east of São João da Barra |
| 21°50′S 41°0′W / 21.833°S 41.000°W | البرازيل                  | Rio de Janeiro |
| 22°1′S 41°0′W / 22.017°S 41.000°W  | المحيط الأطلسي            | |
| 60°0′S 41°0′W / 60.000°S 41.000°W  | المحيط الجنوبي            | |
| 77°39′S 41°0′W / 77.650°S 41.000°W | القارة القطبية الجنوبية   | المطالب الإقليمية بالقارة القطبية الجنوبية by both الأرجنتين (المقاطعة الأرجنتينية بالقارة القطبية الجنوبية) and المملكة المتحدة (المقاطعة البريطانية بالقارة القطبية الجنوبية) |